# Hausschuhauster
Die Hausschuhauster (Magallana bilineata, Syn.: Crassostrea bilineata) ist eine Muschelart aus der Familie der Austern (Ostreidae). Sie ist nur von geringer wirtschaftlicher Bedeutung.

## Merkmale
Das ungleichseitige Gehäuse der Hausschuhauster ist eiförmig und wird bis etwa 10 Zentimeter lang. Die Form ist aber sehr variabel. Eine Vertiefung im Wirbelbereich fehlt. Das Gehäuse ist auch stark ungleichseitig, die Wirbel sitzen nahe dem Vorderende. Die linke Klappe ist etwas größer als die rechte Klappe und konkav gewölbt. Die rechte Klappe ist nur wenig gewölbt mit einem nicht hervor tretenden Schloss und fungiert quasi als Deckel. Die eiförmigen, großen Schließmuskeleindrücke sitzen im hinteren zentralen Bereich und sind leicht schwarz oder braun pigmentiert. Sie sind im vorderen Bereich leicht eingetieft und nehmen etwa ein Zehntel der inneren Oberfläche einer Klappe ein. Der Quenstedt-Muskel ist eiförmig und ist sehr klein, nur etwa ein Zwanzigstel der Fläche des Schließmuskels. Die Schale ist weißlich bis graubraun. Die innere Oberfläche ist glänzend weiß.
Im Weichkörper sind die beiden Mantellappen im Bereich des Schlosses auf etwa ein Drittel der Länge miteinander verwachsen. Der Mantelrand ist dick und beigefarben. Die Kiemen sind länglich, dreieckig und nehmen ungefähr die Hälfte der Mantelhöhle ein.

## Ähnliche Arten
Molekularbiologisch ist Magallana bilineata am nächsten mit Magallana dianbaiensis (J.-J. Xia, X.-Y. Wu, S. Xiao & Z. Yu, 2014) verwandt.

## Geographische Verbreitung, Lebensraum und Lebensweise
Das Verbreitungsgebiet erstreckt sich über den westlichen Pazifik von China über die Philippinen, Nordaustralien bis zum Indischen Ozean (Malaysia, Thailand bis zum Yemen).

## Fortpflanzung
Die Tiere sind protandrische Hermaphroditen. Die Geschlechtsprodukte werden ins freie Wasser abgegeben, wo die Befruchtung stattfindet. Die Eier haben einen Durchmesser von etwa 70 µm. Schon nach 24 Stunden war der D-förmige Prodissoconch I voll entwickelt. Er misst 70±2 µm in der Länge und 61±3 µm in der Höhe. Linke und rechte Klappe sind noch ungefähr gleich. Das Umbo-Stadium wurde nach sieben Tage erreicht; Gehäuselänge 100±7 µm, Höhe 110±10 µm. Das späte Umbo-Stadium wurde um Tag 12 erreicht, Gehäuselänge 136±13 µm, Gehäusehöhe 162±20 µm. Das Pediveliger-Stadium mit Übergang zum Bodenleben wurde nach 19 Tagen erreicht. Die Gehäuselänge betrug 278±35 µm, die Gehäusehöhe 320±38 µm.

## Taxonomie
Das Taxon wurde 1798 von Peter Friedrich Röding als Ostrea bilineata aufgestellt. Das Taxon wurde lange Zeit in die Gattung Crassostrea gestellt. 2016 stellten Salvi und Mariotti deutliche molekularbiologische Unterschiede zur Gattung Crassostrea sensu stricto (i.e. Arten um die Typusart Crassostrea virginica) fest und schlugen deshalb die neue Gattung Magallana Salvi & Mariotti, 2016 vor, mit Ostrea gigas Thunberg, 1793 als Typusart.
Vanessa Simão do Amaral und Luiz Ricardo L. Simone sowie MolluscaBase führen folgende Synonyme auf: Ostrea orientalis Dillwyn, 1817, Ostrea radiata Bory de Saint-Vincent, 1827, Gryphaea angulata Adams, 1858, Ostrea lugubris Sowerby, 1871, Ostrea lischkei Löbbecke, 1882, Ostrea madrasensis Preston, 1916, Ostrea pennigera Jousseaume in Lamy, 1925, Ostrea (Saxostrea) iredalei Faustino, 1932, Ostrea benfica Bartsch, 1945.

## Belege